# Helina clara
Helina clara är en tvåvingeart som först beskrevs av Johann Wilhelm Meigen 1826.  Helina clara ingår i släktet Helina och familjen husflugor. Inga underarter finns listade i Catalogue of Life.